# 북대서양 구역

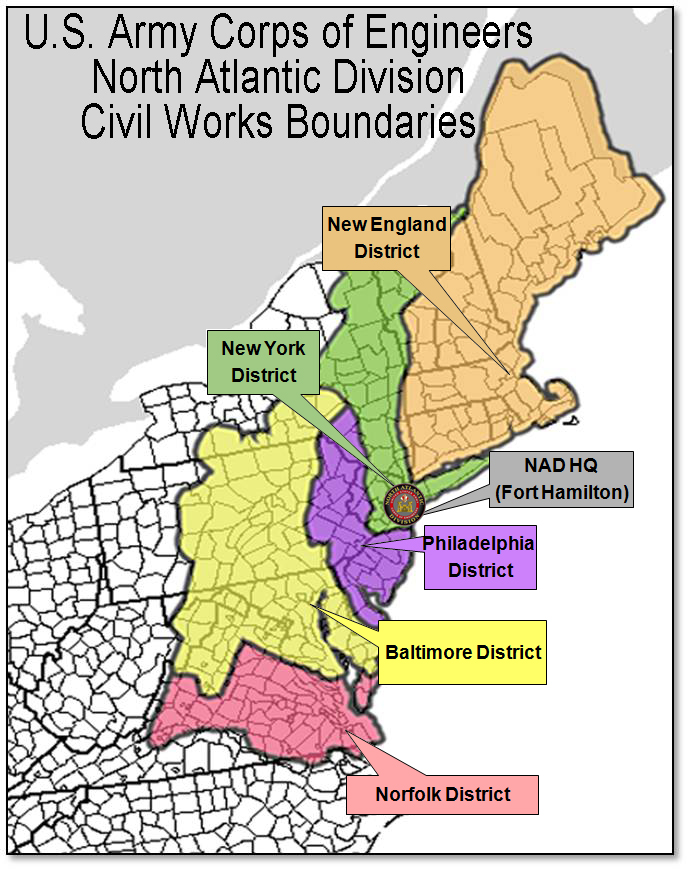
미 육군 공병대 북대서양 사단의 토목 공사(예: 유역) 경계 지도

미 육군 공병대의 북대서양 사단은 군단 내 9개 영구 사단 중 하나이다.
미국 육군은 세계적인 규모의 군사 조직으로서 북대서양 지역에서도 활발하게 활동하고 있다. 북대서양 지역은 주로 북아메리카와 유럽 지역을 포함하며, 이 지역에서의 미국 육군의 역할은 다양하다.
1. 유럽 지역에서의 주요 역할:
  - 미국 육군은 유럽에 주둔한 군대를 통해 북대서양 지역에서의 안보를 강화하고 있다. 유럽에는 미국 육군 유럽사령부(US Army Europe, USAREUR)가 주둔하고 있으며, 이는 미국과 유럽 동맹국 간의 군사 협력 및 연합 훈련을 지원한다.
2. 북아메리카 지역에서의 임무:
  - 북대서양에 속하는 북아메리카 지역에서도 미국 육군은 다양한 임무를 수행하고 있다. 이는 주로 국내 안보를 강화하고, 긴급 상황에 대비하여 북아메리카 대륙 내에서의 민간 지원 및 재난 대응과 관련된 활동을 포함한다.
3. NATO의 일원으로서의 참여:
  - 미국은 북대서양 조약 기구(NATO)의 핵심 구성원 중 하나로 참여하고 있다. 이는 유럽 및 북아메리카 지역에서의 안보와 안정을 강화하기 위한 다자간 군사 동맹을 의미한다. 미국 육군은 NATO의 연합 군대와 연합 훈련 및 작전에 참여하여 동맹국과 협력하고 있다.
4. 긴급 상황 대응 및 인도적 지원:
  - 미국 육군은 북대서양 지역에서 발생할 수 있는 긴급 상황이나 인도적 위기에 대비하여 능동적으로 대응한다. 이는 자연 재해, 인간에 의한 위협, 국제 안보 상황 등 다양한 상황을 다루는 것을 포함한다.

미국 육군의 북대서양 지역에서의 역할은 군사적인 측면뿐만 아니라 다양한 안보 및 협력 활동을 포함하고 있다. 이는 국제 사회와의 협력을 강화하고 지역 안보를 보장하기 위한 노력의 일환이다.
6개 지구와 1개의 사단 본부에 약 3,600명의 직원으로 구성된 북대서양 사단은 주요 예하 사령부로서 6개 지구의 역량을 통합하는 역할을 한다. 그들은 북동부 주 와 유럽의 육군 및 공군을 위해 계획, 설계 및 건설하고 수자원을 개발 및 관리하며 환경을 보호 및 복원한다. 그들은 또한 다른 국제, 연방, 주 및 지역 고객 및 기관을 위해 일한다.
부서 본부는 뉴욕 브루클린 포트 해밀턴 의 302 John Warren Avenue에 있다. 이 부서는 매사추세츠주 콩코드, 뉴욕시, 필라델피아, 볼티모어, 노퍽 및 독일 비스바덴에 본사를 둔 6개의 하위 엔지니어 구역을 담당한다.
미국 남북전쟁 이후 경제 성장을 지원하기 위한 토목 공사 요구 사항이 급격히 증가함에 따라 육군 공병대는 작업을 관리하기 위해 많은 새로운 엔지니어 구역을 설립하게 되었다. 군단의 국가 본부는 지역을 관리하기 위해 중간 수준의 지휘 및 통제가 필요했기 때문에 1888년 11월 뉴욕시에 본부를 둔 북동부 사단을 포함한 여러 사단 본부를 창설했다
공병대는 1929년에 사단 본부를 축소하기 위해 재편되었고, 동부사단과 북동사단을 통합하여 북대서양사단을 창설했다.
제2차 세계대전 동안 이 사단은 맨해튼 브로드웨이 270번지 에 있는 본부에서 근무하면서 유럽의 모든 군사 건설을 조정하는 일을 담당했다. 또한 새로 창설된 맨해튼 지역의 핵폭탄 건설에 직원과 행정적 지원을 제공했는데, 이 프로젝트의 코드명은 지역과 부서의 사무실이 처음에 같은 위치에 있었기 때문에 맨해튼 프로젝트였다.
사단 사령관은 현재 미 육군 공병참모총장을 직접 책임지는 존 로이드 대령이다. 위임된 권한 내에서 사단장은 개별 지역사령관을 지휘하고 감독한다. 사단장은 또한 델라웨어 강 유역 위원회, 서스퀘하나 강 유역 위원회 및 포토맥 강 유역의 주간 위원회 에서 연방 대표로도 활동하고 있다.

## 엔지니어 지구
- 뉴잉글랜드
- 뉴욕
- 필라델피아, 펜실베니아
- 볼티모어, 메릴랜드
- 노퍽, 버지니아
- 미 육군 공병대, 유럽 지역

## 지휘관 목록
- 존 로이드 대령, 2022년 -
- MG 토마스 티크너, 2020 - 2022
- MG 제프리 밀혼, 2018 – 2020
- MG 윌리엄 H. 그레이엄 주니어 2015 – 2018
- MG 켄트 D. 사브르, 2012년 – 2015년
- BG Peter A. DeLuca, 2009 – 2011
- 토드 T. 세모나이트 중위, 2006년 – 2009년
- 중장 윌리엄 T. 그리솔리(William T. Grisoli), 2005년 – 2006년
- MG Merdith WB 사원, 2002 – 2005
- BG M. Stephen Rhoades, 1999 – 2002
- 제리 L. 신 중장, 1997년 – 1999년
- MG 밀턴 헌터 1994 - 1997
- BG 폴 치넨, 1992-1994
- BG C 브라운 1989-1992
- MG 제임스 W. 반 로벤 셀스(James W. van Loben Sels), 1988-1989
- MG 찰스 윌리엄스, 1986-1988
- BG Paul F. Kavanaugh, 1984-1986
- BG 토마스 샌즈, 1981-1984
- MG 베넷 L. 루이스, 1979-1981
- MG 제임스 앨런 존슨, 1977-1979
- MG 제임스 켈리, 1974-1977
- MG 리차드 H. 그로브스, 1971-1974
- MG 찰스 M. 듀크, 1968-1971
- BG 프랜시스 P. 코이시(Francis P. Koisch), 1966-1968
- 중위 데이비드 스튜어트 파커, 1965-1966
- BG 존 달림플(John Dalrymple), 1962-1965
- BG Thomas H. Lipscomb, 1959-1962
- BG 클라렌스 렌쇼(Clarence Renshaw), 1954-1959
- BG 벤자민 B. 탤리(Benjamin B. Talley), 1952-1954
- 대령 프레데릭 프레히(Frederick Frech), 1950-1952
- BG 조지 J. 놀드(George J. Nold), 1948-1949
- BG 비버리 C. 던, 1946-1948
- 찰스 L. 홀(Charles L. Hall) 대령, 1945년부터 1946년까지
- 대령 앨버트 H. 버튼, 1944-1945
- 부대장 John Neal Hodges, 1940-1944 [1942년 5월 21일 – 1943년 9월 22일 북아프리카에 배치]
- MG 프란시스 보우디치 윌비, 1938-1939
- 대령 에드먼드 I. 댈리, 1937-1938
- MG 어니스트 디히만 피크 (1936-1937)
- 대령 조지 R. 스팔딩, 1935-1936
- 대령 구스타브 루케시(Gustave Lukesh), 1935-1935
- 제임스 A. 우드러프 대령(1934-1935)
- 대령 조지 M. 호프만, 1931-1934
- COL William J. Barden, 1928-1931 [Barden의 지휘 기간 동안 북동부 사단은 허버트 후버 행정부 초기 미 육군 공병대 대대적인 개편의 일환으로 동부 사단과 합병되어 북대서양 사단으로 이름이 변경되었다.]

동북사단 사령관
- 대령 허버트 디카인, 1925-1926
- 대령 윌리엄 B. 라듀(William B. LaDue), 1924-1925 및 1926-1927
- 대령 헨리 C. 뉴커머, 1922-1924
- 대령 에덴 에버렛 윈슬로, 1921-1922
- 대령 제임스 C. 샌포드, 1920-1921
- BG 윌리엄 C. 랭핏(William C. Langfitt), 1919-1920
- BG 시어도어 A. 빙엄 (1917-1919)
- BG 윌리엄 T. 로셀(William T. Rossell), 1917-1918
- 대령 프레데릭 본 애보트, 1913-1917
- MG 윌리엄 머레이 블랙, 1909-1913
- 존 GD 나이트 대령, 1907-1909
- 대령 아모스 스틱니, 1906-1907
- 찰스 R. 서터 대령(COL Charles R. Sutter, 1901-1906)
- 대령 GL 길레스피, 1897-1901
- BG 존 몰더 윌슨(John Moulder Wilson), 1895-1897
- BG 헨리 라콤 수도원장, 1888-1895